# Mohamed Zakaria
Mohamed Zakaria, né le 22 septembre 2007 à Alexandrie, est un joueur de squash représentant l'Égypte. Il atteint en mai 2025 la 18e place mondiale sur le circuit international, son meilleur classement. Il est champion du monde junior en 2024 et 2025.

## Biographie
En 2023, il devient finaliste des championnats du monde junior mais s'incline face au Pakistanais Hamza Khan. En octobre 2023, il devient le plus jeune vainqueur d'un tournoi PSA. En 2024, il devient le plus jeune champion du monde junior à l'âge de dix-sept ans, huit jours plus tôt que le précédent recordman Jansher Khan.

## Palmarès

### Titres
- Open des Bermudes de squash 2025
- Nash Cup 2024
- Championnats du monde junior : (2024, 2025)

### Finales
- Championnats du monde junior : 2023